# Bảo tàng Hướng đạo, Warszawa
Bảo tàng Huớng đạo ở Warsaw (tiếng Ba Lan: Muzeum Harcerstwa w Warszawie) là một bảo tàng lịch sử do Hiệp hội Hướng đạo Ba Lan thành lập và điều hành, tọa lạc tại số 6 Phố Konopnicka, Warsaw, Ba Lan. Bảo tàng Hướng đạo dành để trưng bày lịch sử trinh sát và hướng đạo của Ba Lan. Giám đốc Bảo tàng Hướng đạo là Katarzyna K. Traczyk và Chủ tịch Hội đồng Bảo tàng Hướng đạo là Andrzej Janowski.

## Lược sử hình thành
Ý tưởng thành lập một viện bảo tàng nhằm thu thập và nhân rộng kiến thức về trinh sát có từ khi bắt đầu phong trào hướng đạo và được đề cập lần đầu tiên từ năm 1916. Trong giai đoạn giữa hai cuộc chiến tranh, ý tưởng này được Wacław Błażejewski ủng hộ. Tuy nhiên, công việc thiết lập thể chế bị gián đoạn do Chiến tranh thế giới thứ hai bùng nổ. Sau khi Hiệp hội Hướng đạo Ba Lan tái hoạt động, tài liệu hướng đạo được thu thập, tạo dựng cơ sở cho việc thành lập Bảo tàng Hướng đạo.
Bảo tàng Hướng đạo ở Warsaw được chính thức thành lập vào ngày 6 tháng 6 năm 2001 theo quyết định của Thủ trưởng Hiệp hội Hướng đạo Ba Lan Wiesław Maślanka dựa trên quyết định của Đại hội XXXI của Hiệp hội Hướng đạo Ba Lan.
Trong các năm 2005–2010, các triển lãm của Bảo tàng được tổ chức tại Đền thờ Ai Cập trong Công viên Łazienki ở Warsaw. Năm 2010, các bộ sưu tập của Bảo tàng được chuyển đến tòa nhà Trụ sở chính của Hiệp hội Hướng đạo Ba Lan tại số 6 Phố Konopnicka ở Warsaw.